# Mahmut Makal
Mahmut Makal (ur. 1 stycznia 1930 w Gülağaç, zm. 10 sierpnia 2018 w Ankarze) – turecki pisarz, poeta i nauczyciel, który zainicjował ruch „Literatury wiejskiej” w 1950 r. Wraz z publikacją swojej książki „Bizim Köy” do 2016 roku, a „A Village in Anatolia” został opublikowany w 1954 r. 

## Życiorys
Mahmut Makal urodził się 1 stycznia 1930 roku w Gülağaç. Zaczynał od poezji. Po raz pierwszy wiersze opublikował w czasopismach „Türk’e Doğru” w 1945 r. i „Koy Institute” w 1946 r. Pisał artykuły opisujące zwłaszcza wioskę Nurgöz, w której pracował, a artykuły te były publikowane co miesiąc w magazynie Varlık pod tytułem Village Notes. Ta seria artykułów, z których pierwszy został opublikowany w maju 1948 roku, została opublikowana w formie książkowej w 1950 roku jako Bizim Köy.
W 1953 wstąpił do Instytutu Ankara Gazi a następnie udał się do Europejskiego Centrum Socjologii we Francji.  W 1954 roku opublikował A Village in Anatolia. Został kandydatem Partii Robotniczej Turcji w wyborach w 1965 roku. Pracował jako inspektor edukacji podstawowej odpowiednio w regionach Antalya, Ankara i Adana. Odszedł z pracy w 1971 roku, kiedy był nauczycielem języka tureckiego w Stambułskiej Szkole dla Głuchych i Niemych. W latach 1971–1972 kierował wydawnictwem Bizim Köy. W 1972 prowadził wykłady z języka i literatury tureckiej na Uniwersytecie Weneckim.
Zmarł w wieku 88 lat w Ankarze 10 sierpnia 2018.